# Michel Rolle
Michel Rolle (n. 21 aprilie 1652 Ambert, Basse-Auvergne; d. 8 noiembrie 1719 Paris) a fost un matematician francez cu contribuții importante la istoria calculului diferențial și integral. Este cel mai cunoscut pentru Teorema lui Rolle  (1691) și co-inventator al algoritmului lui Gauss (1690).